# Jörgen Ringqvist
Jens Bo Jörgen Ringqvist, född 2 juni 1966 på Gotland, är en svensk låtskrivare, musikproducent och trumslagare. Han bor i Visby och arbetar vid Sandkvie Studios. 

## Melodifestivalen
Ringqvist fick med ett bidrag i Melodifestivalen 2008, If I Could, som framfördes av Calaisa och kom på femte plats i deltävlingen i Karlskrona. 2010 var han tillbaka i tävlingen med Jag vill om du vågar som framfördes av Pernilla Wahlgren i deltävlingen i Malmö. Även 2011 har han hittills med ett bidrag i tävlingen: "E de fel på mig", som han har skrivit med Pontus Assarsson, Thomas G:son och Daniel Barkman. Låten kommer att framföras av Linda Bengtzing.